# 1012 Sarema
1012 Sarema è un asteroide della fascia principale del diametro medio di circa 21,12 km. Scoperto nel 1924, presenta un'orbita caratterizzata da un semiasse maggiore pari a 2,4813115 UA e da un'eccentricità di 0,1334448, inclinata di 4,03710° rispetto all'eclittica.
Il nome fa riferimento a Sarema, protagonista del poema La fontana di Bachčysaraj, composto da Aleksandr Sergeevič Puškin.